# Landesgerichtsstraße
Die Landesgerichtsstraße befindet sich im 1. Wiener Gemeindebezirk, Innere Stadt, und im 8. Wiener Gemeindebezirk, Josefstadt. Sie wurde 1877 nach dem hier befindlichen Landesgerichtsgebäude benannt.

## Geschichte

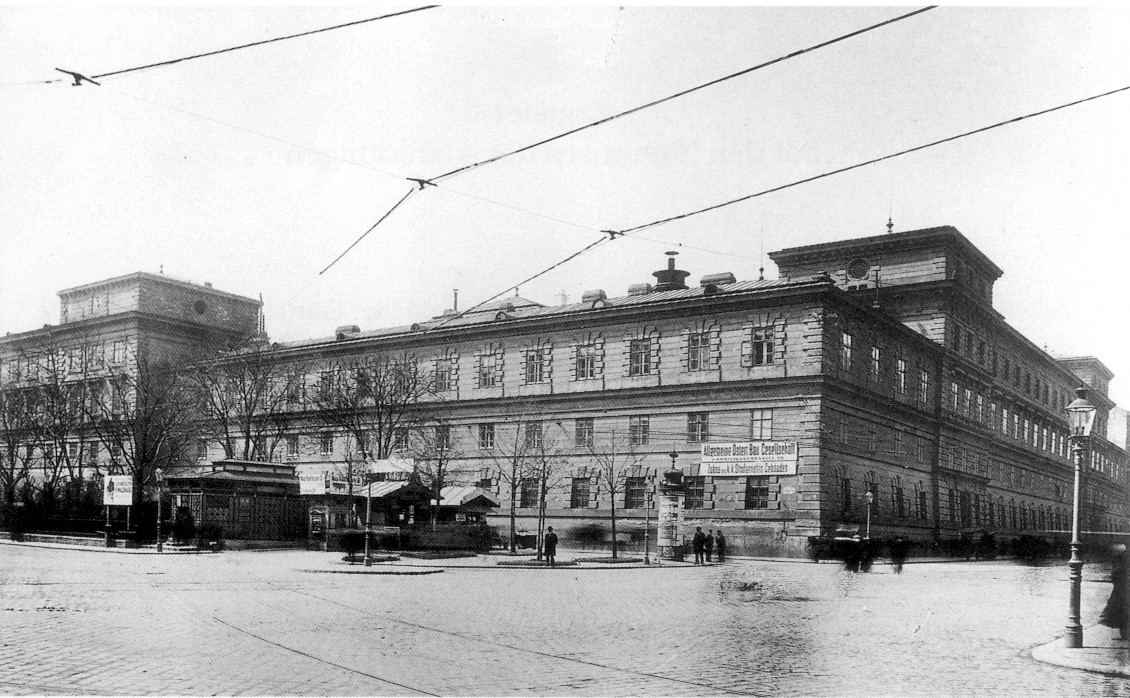
Landesgericht von der Universitätsstraße aus gesehen um 1905

Das Gebiet, auf dem sich heute die Landesgerichtsstraße befindet, war im Mittelalter ein Teil der Vorstädte vor dem Widmertor und dem Schottentor. Seit dem 16. Jahrhundert lag hier das Glacis vor den Mauern Wiens, genannt Josefstädter Glacis, weshalb die Vorgängerin der heutigen Landesgerichtsstraße ab 1826 den Namen Am Glacis trug. In diesem Teilstück befand sich von 1783 bis 1870 der Parade- und Exerzierplatz, woran zwischen 1862 und 1872 die Bezeichnung Am Paradeplatz erinnerte. Nach dem 1857 von Kaiser Franz Joseph I. gefassten Beschluss, die Wiener Stadtmauern abzureißen und das Gebiet samt dem davorliegenden Glacis verbauen zu lassen, entstand die Wiener Ringstraße mit ihren Prachtbauten und 1864 konzentrisch zu ihr die heute oft Zweierlinie genannte Lastenstraße am ehemaligen äußeren Ende des Glacis und am Rand der Vorstädte, die den Lastwagenverkehr aufnehmen sollte. Das letzte Teilstück dieser Lastenstraße bildete die heutige Landesgerichtsstraße, die zunächst aber von 1872 bis 1877 den Namen Rathausstraße trug. Seit 1877 trägt sie den Namen Landesgerichtsstraße. Als 1907 hinter dem Wiener Rathaus der Friedrich-Schmidt-Platz geschaffen und dadurch die Landesgerichtsstraße in ihrem Verlauf unterbrochen wurde, erfolgte eine Umnummerierung der anliegenden Gebäude.

## Lage und Charakteristik

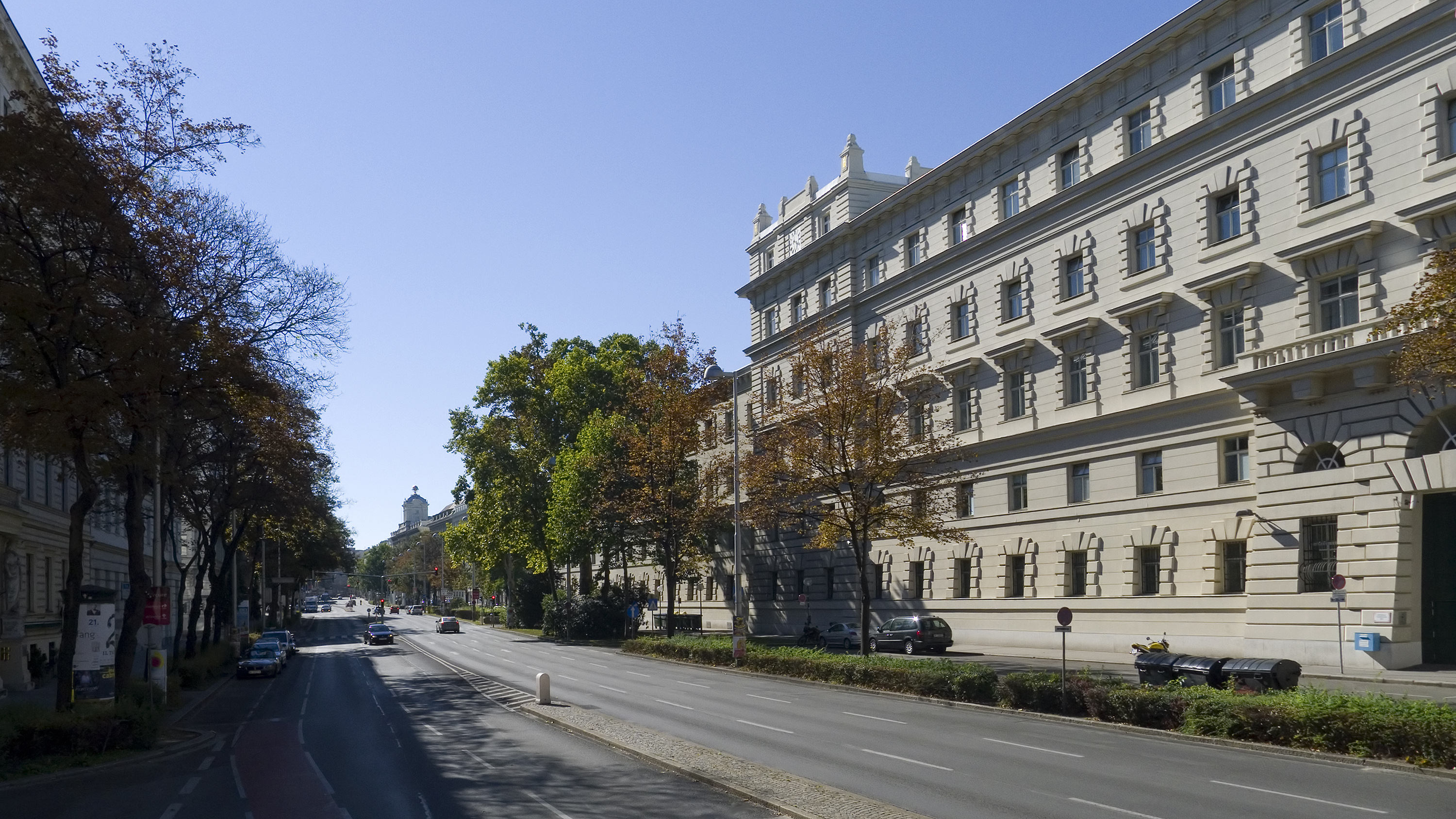
Landesgerichtsstraße nach Süden gesehen

Die Landesgerichtsstraße ist Teil eines durchgehenden Straßenzuges, der aber, ähnlich wie die Ringstraße, in seinen Teilabschnitten eigene Straßennamen trägt. In Verlängerung der Auerspergstraße beginnt die Landesgerichtsstraße bei der Stadiongasse im Süden und reicht als Abschluss der ehemaligen Lastenstraße bis zur Universitätsstraße im Norden. Die Bezirksgrenze zwischen 1. und 8. Bezirk verläuft an der östlichen Straßenseite. Die Landesgerichtsstraße wird durch den Friedrich-Schmidt-Platz unterbrochen, was sich allerdings nur auf die Benennung bezieht und im tatsächlichen Straßenverlauf nicht zu erkennen ist.
Mit jeweils drei Spuren in jeder Fahrtrichtung ist sie eine sehr bedeutende Straße im Zentrum Wiens, die großes Verkehrsaufkommen aufweist. Die früher hier verkehrenden Straßenbahnlinien E2, G2 und H2 wurden daher 1966 in einen Tunnel unter der Straße verlegt, um den Autoverkehr nicht zu stören. Seit 1980 fährt in diesem adaptierten Tunnel nach Einstellung der Straßenbahnlinien die U-Bahn-Linie U2, die von der Auerspergstraße bis zum Friedrich-Schmidt-Platz (wo sich eine U-Bahn-Station befindet) direkt unter der Landesgerichtsstraße verkehrt. Die Richtungsfahrbahnen sind durch einen Grünstreifen voneinander getrennt. Auch an den beiden Straßenseiten befinden sich Bäume und teilweise vom Gehweg abgesetzte Radwege.
Die Gebäude entlang der Landesgerichtsstraße stammen auf der Seite des 1. Bezirkes mit Ausnahme eines Neubaus durchwegs vom Ende des 19. Jahrhunderts und sind im historistischen Stil erbaut. Auf der Seite des 8. Bezirks sind die Gebäude etwas älter und wurden meist in der ersten Hälfte des 19. Jahrhunderts errichtet.

## Bemerkenswerte Gebäude

### Nr. 1: Café Eiles
siehe hier

### Nr. 2: Amtshaus
Es ist anzunehmen, dass die Adresse Landesgerichtsstraße 2 (südlich der Stadiongasse) heute amtlich nicht mehr besteht. Sie scheint zwar in einem weit verbreiteten Buchplan 2016 noch auf, ist aber im elektronischen Stadtplan der Stadtverwaltung nicht mehr enthalten.
Der Ende 2017 im Abriss befindliche Stahlbetonbau mit Glasfassade (siehe hier) wurde 1976 bis 1980 von den Architekten Harry Glück, Werner Höfer und Tadeusz Spychała errichtet und führte die Adressen Stadiongasse 11 und Rathausstraße 1. Als Adresse an der Zweierlinie wird heute Auerspergstraße 8 angeführt.

### Nr. 3

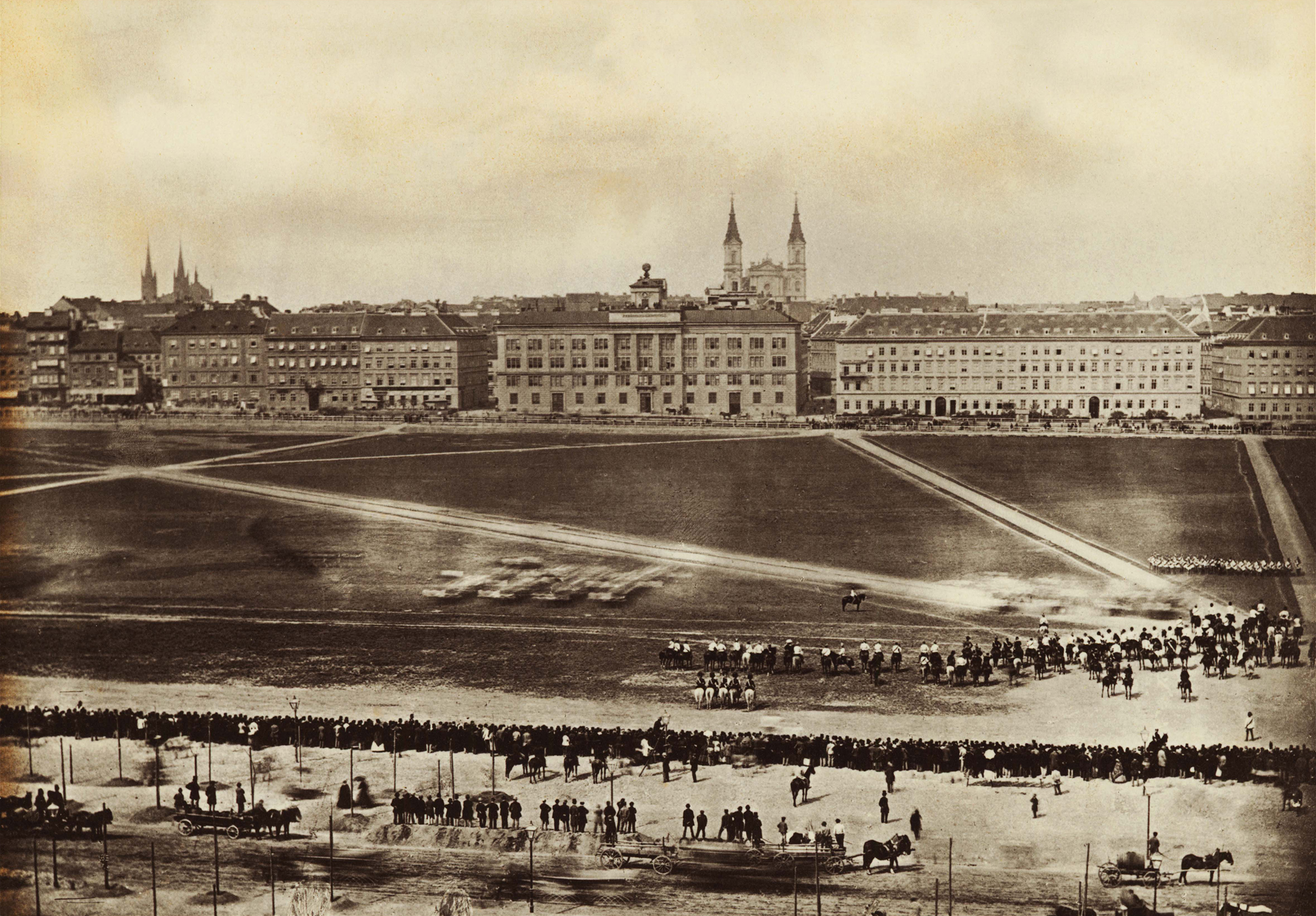
Häuser Landesgerichtsstraße 1–3 (links im Bild), Aufnahme aus dem Jahr 1860

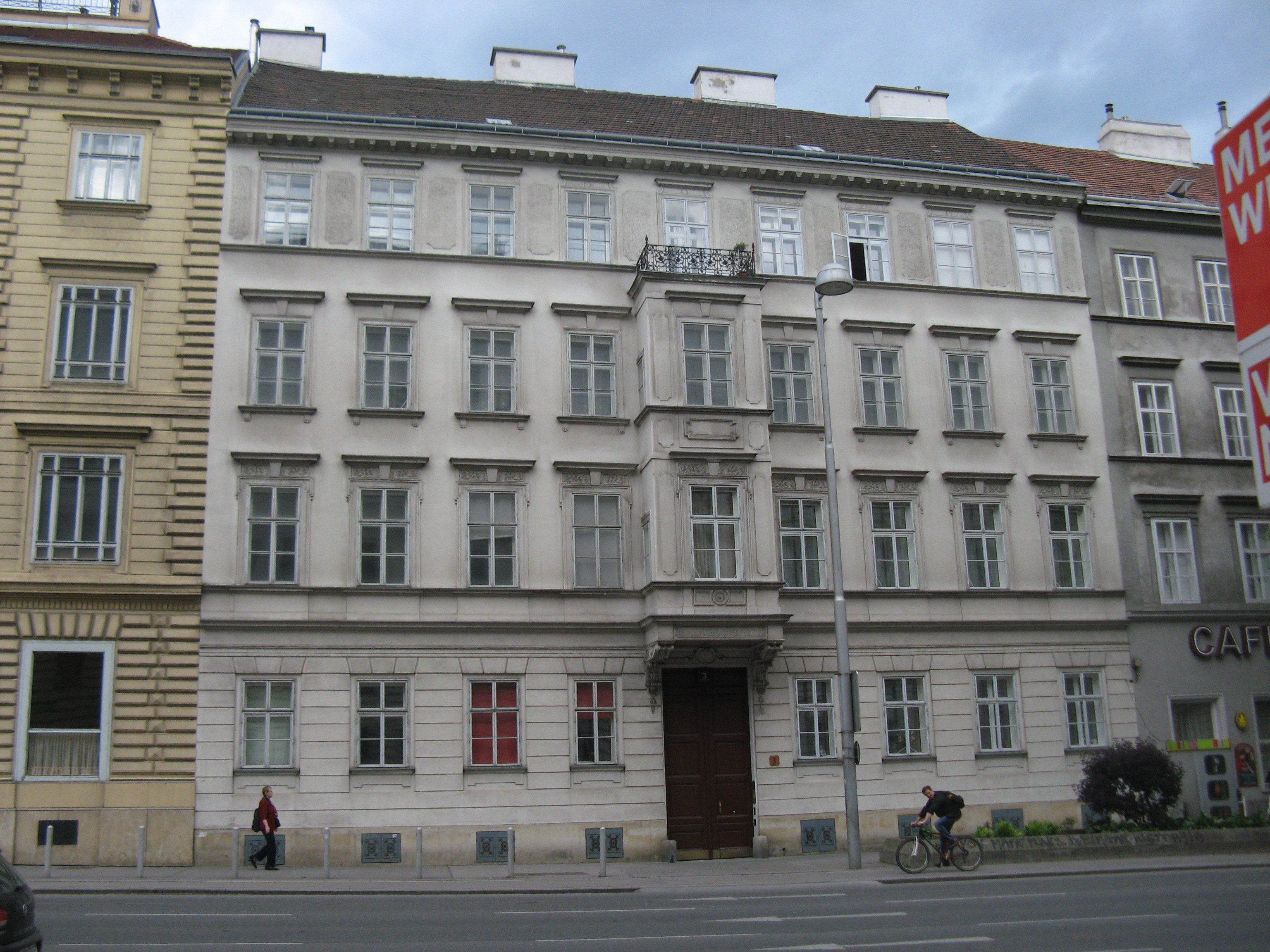
Landesgerichtsstraße 3 (1839) von Franz Reymund

Das Wohnhaus wurde 1839 von Franz Reymund erbaut. Es besitzt einen Mittelerker und gerade Fensterverdachungen. Hier starb der österreichische Psychiater Josef Gottfried von Riedel, der als Reformer der Irrenpflege bezeichnet wurde.

### Nr. 6
Hermann Krackowizer errichtete 1882–1883 dieses Gebäude im Stile der Wiener Neorenaissance. Sein Foyer ist durch Pilaster und Arkaden gegliedert.

### Nr. 9
Das Haus Ecke Florianigasse entstand 1839 durch Phillip Brandl im frühhistoristischen Stil. Es befindet sich an der Florianigasse 2.

### Nr. 10: Palais Obentraut
Das ehemalige Palais Obentraut und heutige Amtshaus wurde 1882–1883 von Ladislaus Boguslawski im späthistoristischen Stil errichtet. Auftraggeberin war Hedwig von Obentraut (geb. Münzberg), Gattin des Politikers und Verwaltungsbeamten Adolf von Obentraut (1833–1909). Es befindet sich am Friedrich-Schmidt-Platz 8–9.

### Nr. 11: Landesgericht

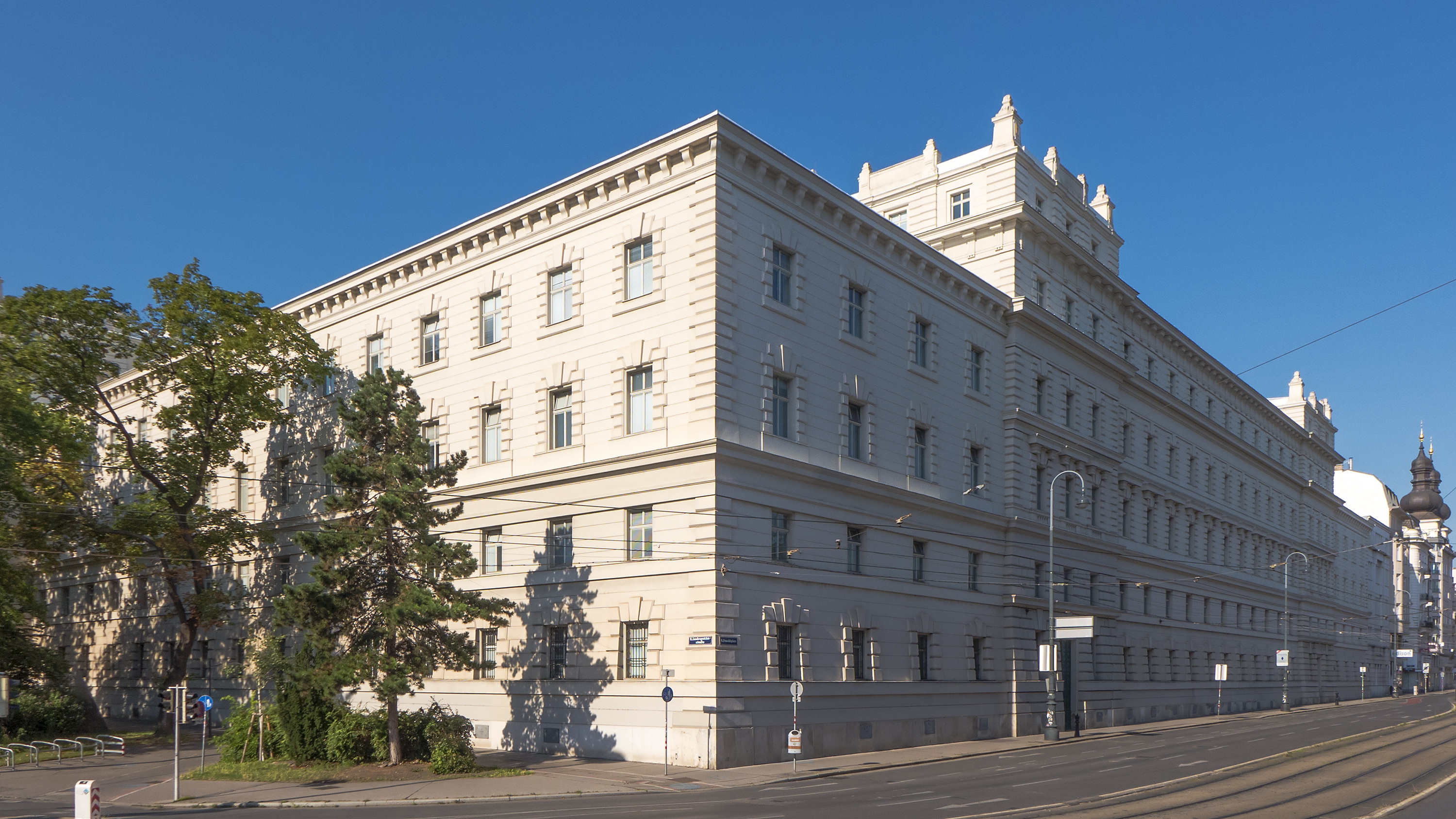
Landesgericht, Fassade zur Alser Straße

Das bedeutendste und größte Gebäude an der Landesgerichtsstraße ist das namengebende Gebäude des Landesgerichts für Strafsachen mit der angeschlossenen Justizanstalt Wien Josefstadt. Das im Volksmund Graues Haus genannte Gebäude entstand auf dem Gelände der bürgerlichen Schießstätte und des 1784 aufgelassenen Stephansfreithofs. Es wurde 1831 bis 1839 von Johann Fischer erbaut, wobei der Einfluss von Peter von Nobile dabei für ihn bestimmend war.
Die ersten Häftlinge sollen der Bauführer und der Dachdecker gewesen sein, die betrügerische Abrechnungen vorgelegt hatten. Der Baukomplex entstand um drei Höfe und ist in seinem kubischen Dekor dem Verwendungszweck angemessen. An der Landesgerichtsstraße befindet sich eine sehr lange Fassade, wobei die Kanten des Mittelrisalits turmartig erhöht sind und die Fassade akzentuieren.
1872 wurde an der Seite zur Alser Straße (heute teilweise Frankhplatz) anstelle des Hauses Zum Schützen ein weiterer Trakt mit dem Großen Schwurgerichtssaal angefügt. 1905–1906 erhöhte man das Gebäude um ein drittes Stockwerk. Die Kapelle wurde 1987 abgebrochen.
Der Große Schwurgerichtssaal ist zweigeschoßig und nach einem antiken Typus gestaltet. Er besitzt eine Apsis und an den Schmalseiten eine Galerie. Über dem glatten Sockel befinden sich dorische Pilaster und Säulen, in der Apsis eine Ädikula mit einem Relief des Bundesadlers und antikisierenden Porträtbüsten. Der Saal wird von einer stuckierten Kassettendecke abgeschlossen. Über dem Haupteingang des Gebäudes liegt der Große Sitzungssaal, der durch sezessionistisches Stuckdekor von 1906 geziert wird.
Als 1873 öffentliche Hinrichtungen verboten wurden, fanden ab 1876 im sogenannten Galgenhof des Landesgerichtes Hinrichtungen statt. Als Erster wurde der Raubmörder Enrico Francesconi gehängt. Während des Zweiten Weltkrieges fanden hier zahlreiche Hinrichtungen von Widerstandskämpfern statt, an die eine Gedenkstätte und eine Gedenktafel aus dem Jahr 1988 erinnern.
Zwei Morgenländische Platanen vor dem Gerichtsgebäude sind als Wiener Naturdenkmäler ausgewiesen.

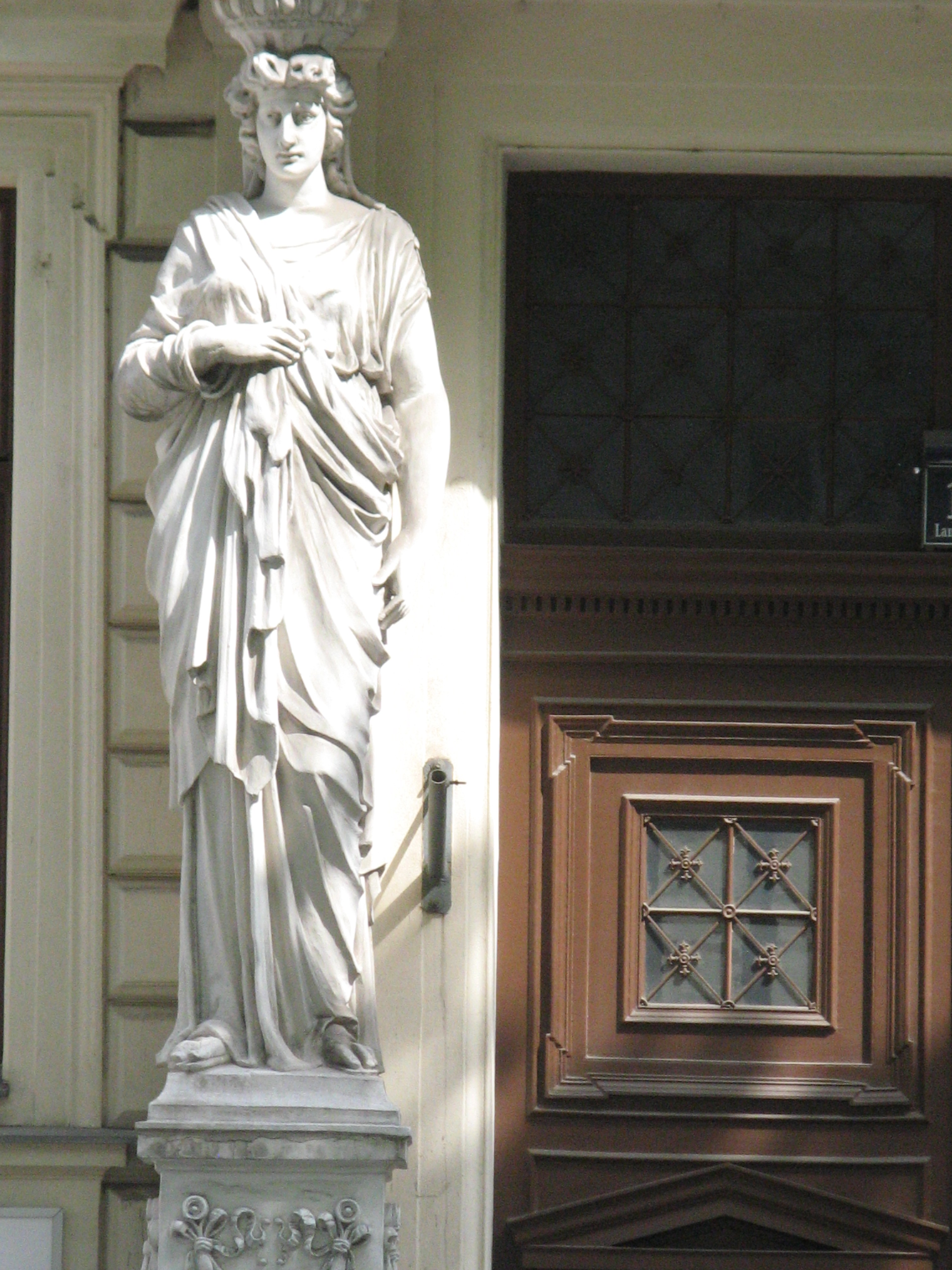
Nr. 18: Karyatide beim Haustor des Wohn- und Sterbehauses von Julius Wagner-Jauregg

### Nr. 12
Ladislaus Boguslawski errichtete 1886–1887 dieses strenghistoristische Wohnhaus im Stile der Wiener Neorenaissance. Über einem Portal mit toskanischen Halbsäulen befindet sich ein zweigeschoßiger Mittelerker. Das Foyer ist stuckiert, durch Pilaster gegliedert und mit einer Pendentivkuppel zwischen Tonnengewölben gedeckt.

### Nr. 16
Das Eckhaus wurde 1881 von Wilhelm Stiassny im historistischen Stil erbaut. Der Eingang um die Ecke liegt an der Grillparzerstraße 14.

### Nr. 18
Das Gebäude wurde nach Plänen von Anton Adametz 1881–1882 im Stil der Wiener Neorenaissance erbaut. Hinter einem Portal mit Karyatiden liegt die Einfahrt, die durch rote Marmorpilaster gegliedert wird. Das erweiterte Vestibül führt zu seitlichen Stiegenaufgängen mit Steinbalustraden. Im Hof befindet sich ein Brunnen mit einer weiblichen Figur mit Fisch. Im Haus lebte von 1892 bis 1940 der österreichische Psychiater und Nobelpreisträger Julius Wagner-Jauregg, der hier auch starb. Eine Gedenktafel an der Fassade erinnert an ihn.

### Nr. 20
Das strenghistoristische Eckhaus wurde 1881–1882 von Ludwig Richter erbaut. Der Eingang liegt an der Liebiggasse 8.